# 科尔瓦兰
科尔瓦兰，是西班牙阿拉贡自治区特鲁埃尔省的一个市镇。总面积82平方公里，总人口109人（2018年），人口密度1.32人/平方公里。